# Антоновича, 32
Буди́нок Кра́усса — прибутковий будинок на вулиці Антоновича, 32. Оригінальна пам'ятка житлової архітектури Києва останньої чверті ХІХ сторіччя. Унаслідок перероблення фасаду сучасними власниками й орендарями приміщень архітектура будинку зазнала значних утрат. 
Архітектура зазнала значних утрат унаслідок дій сучасних власників й орендарів приміщень. 
Рішенням виконавчого комітету Київської міськради народних депутатів № 49 від 21 січня 1986 року будівля поставлена на облік пам'яток архітектури.

## Історія

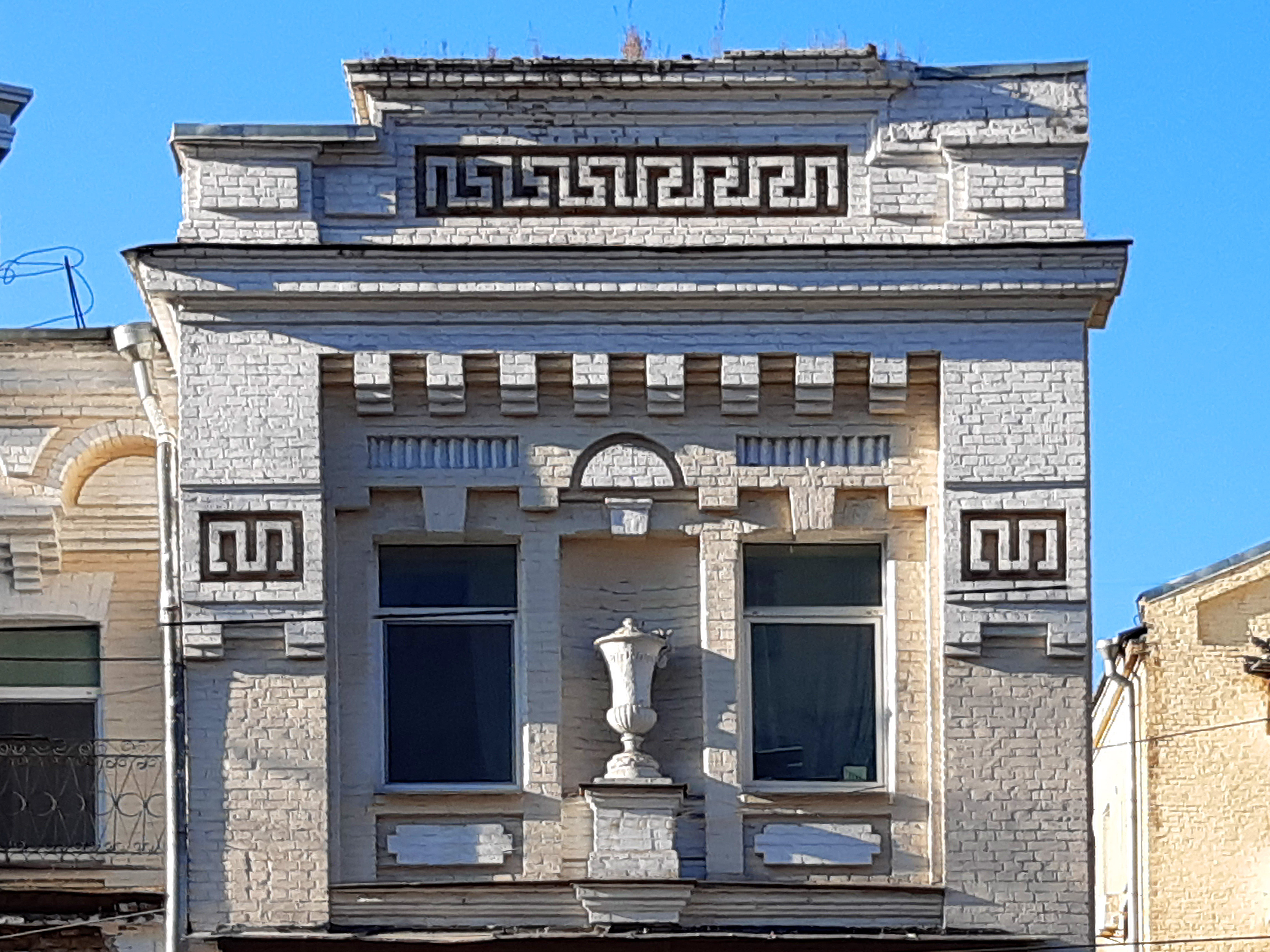
Декор: аттик з меандровим фризом, ваза у простінках між вікнами

Станом на 1882 рік ділянкою володів Адам Кострубокій. 1887 року новим власником став архітектор Андрій Краусс, який для себе спорудив прибутковий будинок. У листопаді 1888 року садибу придбав італійський підданий Наполеон Беллі.
1922 року будинок націоналізували більшовики.

## Архітектура

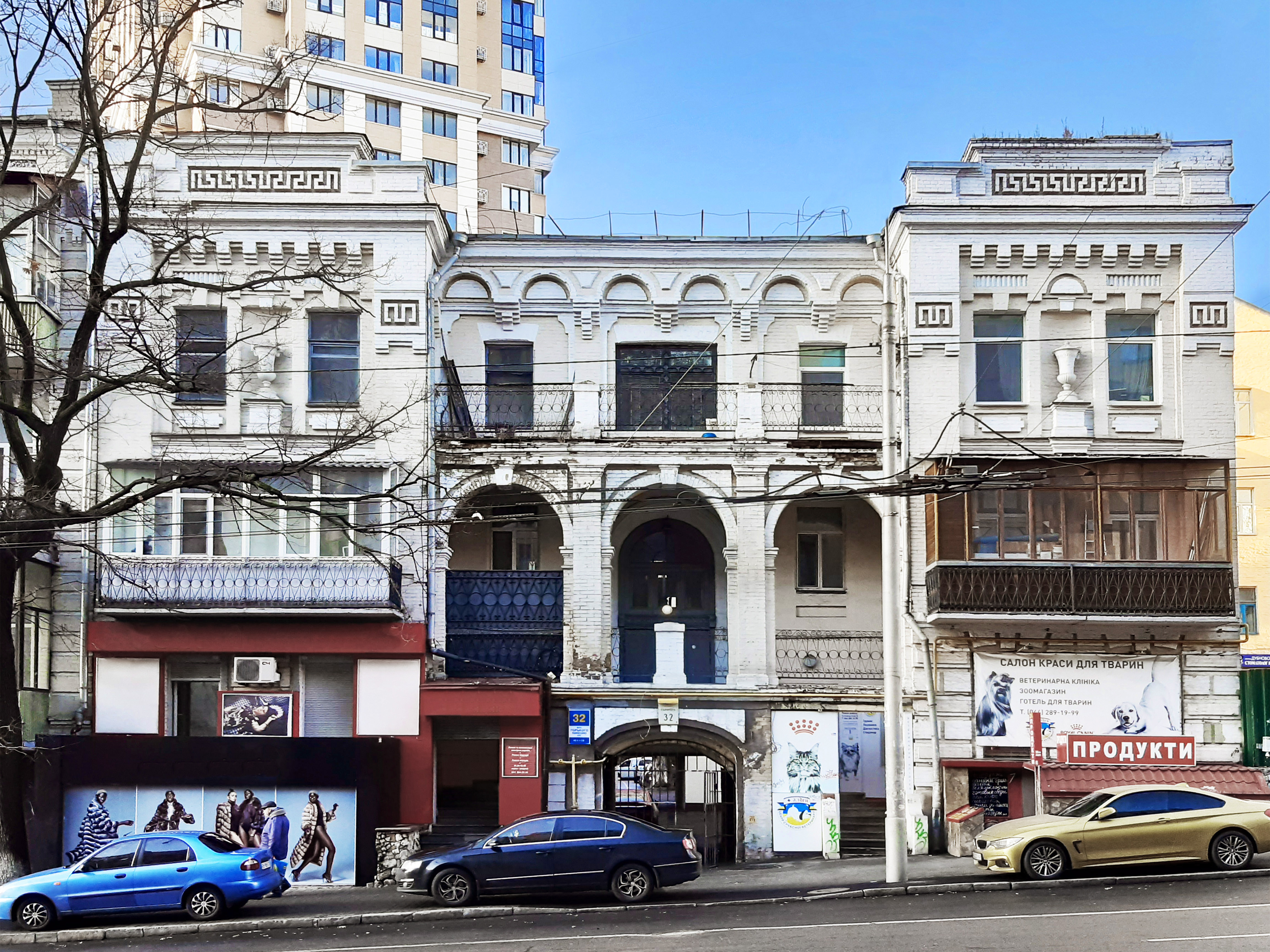
Фасад, спотворений заскленими балконами, кондиціонерами і рекламою

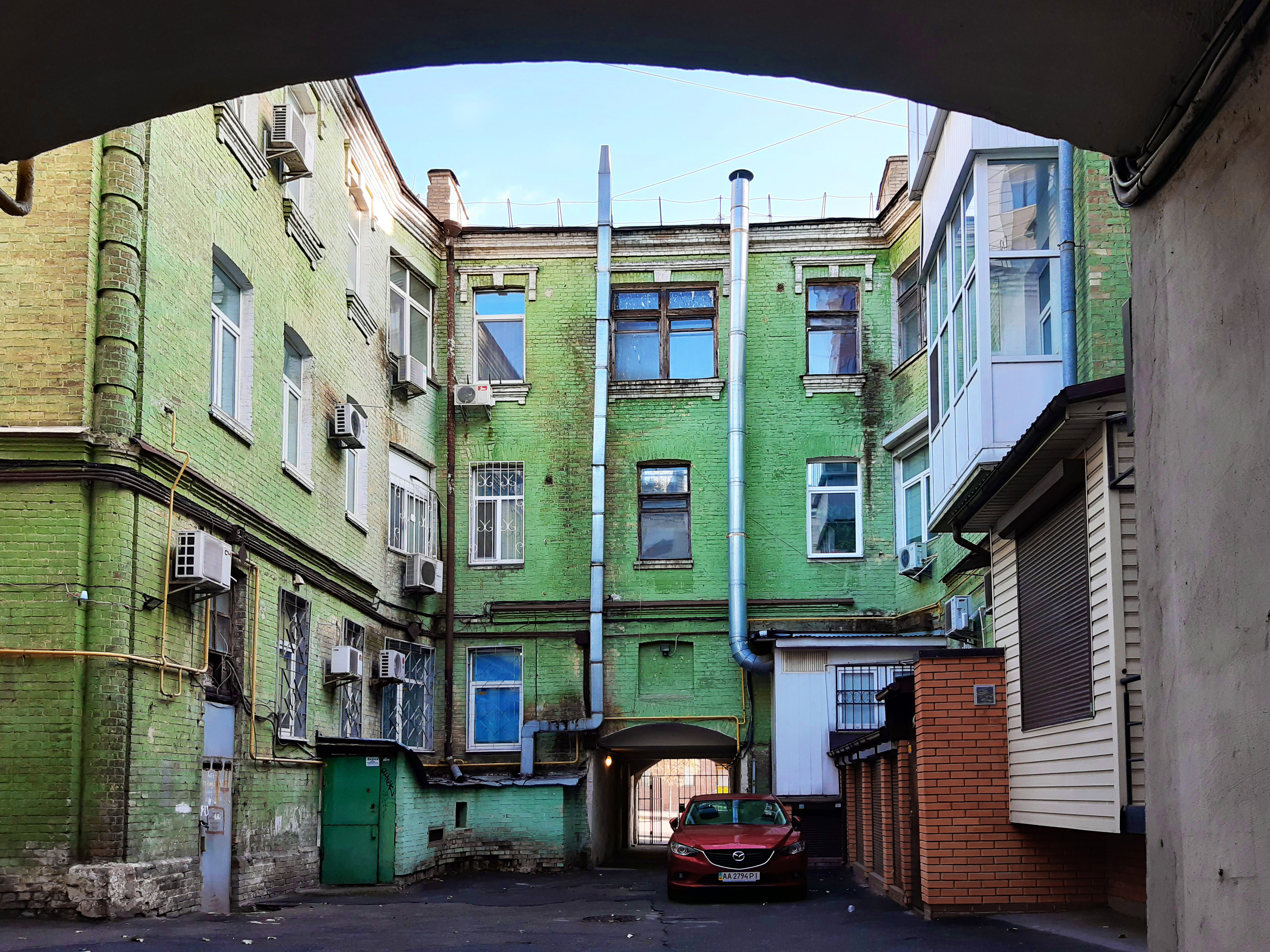
Подвір'я

Триповерховий з напівпідвальним поверхом будинок зведений у 1887—1888 роках. Чоловий фасад оформлений у стилі неоренесанс.
Цегляна споруда має внутрішнє подвір'я з флігелем 1888 року, похилий дах і плоскі перекриття. У плані П-подібна.
На кожному поверсі розміщено по дві квартири з коридорним плануванням. Вітальні і передпокої виходять на вулицю, а інші приміщення — у подвір'я.
Композиція чолового фасаду симетрична. По осі розміщені проїзд і трипрогонна аркада вхідної лоджії з парадними сходами. У парадному підлога мозаїчна. У крилах будинку є чорні сходи.
Фасад оздоблено ажурними кованими огорожами балконів, парапету й ліпними деталями. Будинок фланкований ризалітами, які увінчані прямокутними аттиками з меандровим фризом.
Над аркадою — тераса з арковим фризом. Перший поверх декорований рустом. У простінках між вікнами третього поверху розміщені вази на п'єдесталах. Балкони на ліпних кронштейнах.
Первісно перед будинком стояли скульптури, які не збереглись.
За визначенням дослідників, «незвичне об'ємно-просторове вирішення й виразна стилістика споруди мають художню цінність».
Фасад пошкоджений заскленими і пластиковими балконами, кондиціонерами, великими комерційними вивісками, а також прибудовою крамниці.